# Perica
Perica (bułg. Перица) – wieś w Bułgarii, w obwodzie Błagojewgrad, w gminie Chadżidimowo. W tej miejscowości już nikt nie został.